# Scaptomyza montana
Scaptomyza montana är en tvåvingeart som beskrevs av Wheeler 1949. Scaptomyza montana ingår i släktet Scaptomyza, och familjen daggflugor. Det är osäkert om arten förekommer i Sverige.